# Khaled al-Faleh
Khaled A. al-Faleh (en arabe : خالد الفالح Ḫālid al-Fāliḥ), né en 1960 à Dammam, est un homme d’affaires et politique saoudien. Il est président-directeur général de Saudi Aramco jusqu’en 2015, puis est nommé directeur du comité exécutif du groupe. Il est ministre de la Santé d’avril 2015 à mai 2016 au sein du gouvernement saoudien, et ministre de l’Énergie, de l’Industrie et des Ressources Minières de mai 2016 à septembre 2019. Le 25 février 2020, il est nommé ministre de l'investissement.

## Biographie

### Études
Khaled al-Faleh est né et a grandi à Dammam dans la province orientale d'Ach-Charqiya. Il est diplômé de l’Université A&M du Texas en génie mécanique en 1982, avant d’effectuer un MBA à l'Université du Roi Fahd du Pétrole et des Mines en 1991.

### Carrière professionnelle
Khaled al-Faleh rejoint Saudi Aramco en 1979. À travers un programme du groupe, il se rend en 1982 aux États-Unis pour suivre un cursus scientifique à l’université d’A&M du Texas. En 1992, il rejoint le département Service du groupe, et devient  manageur du département trois années plus tard. A la fin 1995, il est nommé manageur de la raffinerie de Ras Tanura, la plus grande du Moyen-Orient. Il passe ensuite à la direction du département Business Analysis de Saudi Aramco en 1998.
En juillet 1999, Al-Faleh est nommé président de Petron Corporation, une joint-venture entre Saudi Aramco et la Compagnie nationale pétrolière philippine (PNOC). L’année suivante, il retourne en Arabie saoudite et devient vice-président du groupement d’étude de Saudi Aramco pour les activités pétrolières et gazières "amont", avant de prendre la vice-présidence du développement et de la coordination de l’ensemble des activités gazières en mai 2001.
Après la mise en place d’un plan de développement national sous le nom de Gas Natural Initiative en 1998, Al-Falih est désigné au début des années 2000 pour diriger l’équipe saoudienne chargée des négociations avec les supermajors, compagnies pétrolières internationales et nationales. Son travail aboutit  à la création de 4 co-entreprises formées entre Saudi Aramco et plusieurs compagnies pétrolières étrangères : South Rub' al-Khali Company (SRAK), Luksar Energy, Sino Saudi Gas et EniRepSa Gas. Il devient président du conseil d’administration de la South Rub‘ al-Khali (SRAK), joint-venture entre Shell, Total et Saudi Aramco.
En octobre 2004, il entre au conseil d’administration de Saudi Aramco. En novembre 2008, après deux années de vice-présidence des opérations de Saudi Aramco, il succède à Abdallah S. Jum'ah au poste de président-directeur général du groupe. Sa nomination prend effet le 1er janvier 2009.

### Carrière politique
En avril 2015, Khaled al-Faleh est nommé ministre de la Santé après un remaniement gouvernemental impulsé par le Roi Salmane. Il cède à cette occasion son poste de président-directeur général de Saudi Aramco à Amin Al-Nasser, et devient président du conseil d’administration du groupe. 
Avec la mise en œuvre du programme Vision 2030 et l’enjeu stratégique du royaume de diversifier son économie et ses sources d’énergie, Khaled al-Faleh est nommé ministre de l'Énergie, de l'Industrie et des Ressources Minières en mai 2016,. En juin 2016, il annonce une réorientation majeure de la politique énergétique saoudienne vers le gaz, se fixant l’objectif de passer cette ressource de 50 à 70 % de son mix énergétique. En tant que Ministre et ancien PDG de Saudi Aramco, il est chargé de la préparation de l’introduction en Bourse de 5 % du capital de Saudi Aramco prévue à l’horizon 2018. Afin de rééquilibrer l’offre pétrolière et de faire remonter les prix du pétrole sur le marché mondial, al-Faleh engage une forte réduction de l’offre pétrolière saoudienne, et encourage en 2017 les pays exportateurs mondiaux de l’Opep de même que les pays non membres à suivre l’exemple de l’Arabie saoudite.
En avril 2017, il présente un nouveau plan d'investissements dans les énergies renouvelables, composé de 30 projets à réaliser afin d'atteindre l’objectif de 10 GW permettant de produire 10 % de l'électricité du royaume en 6 ans.
En septembre 2019, alors que Riyad prépare l'introduction en Bourse d'Aramco pour 2020-202 et n'est pas satisfait du cours du brut trop bas, il est démis de ses fonctions de Saudi Aramco et est remplacé par Yassir al-Roumayyan. Et quelques jours plus tard il est demis de ses fonctions de ministre de l'Énergie, de l'Industrie et des Ressources Minières et remplacé par Abdel Aziz ben Salmane, demi-frère du prince héritier Mohammed ben Salmane,.

## Autres mandats
- Depuis 2008 : Membre du conseil consultatif international de l'Université des sciences et technologies du roi Abdallah et du conseil d’administration des membres fondateurs
- Membre du Board of Trustees de l'Université Américaine de Sharjah et de la Prince Mohammad bin Fahd University[13]
- Membre du MIT Presidential CEO Advisory Board
- Associé à l'Académie royale d'ingénierie de Londres
- Président du conseil de direction de la Commission Royale chargée des zones industrielles d'Al-Jubayl et Yanbu
- Secrétaire général du fonds pour le développement industriel saoudien (SIDF), de l’organisation pour les zones industrielles et technologiques et de l'autorité saoudienne des exportations[14]
- Président de la communauté Oil & Gas et membre du conseil des affaires internationales du Forum économique mondial
- Membre du Conseil international de JPMorgan Chase et de l'Asia Business Council
- Secrétaire général du conseil municipal d’urbanisme de la ville de Dammam[14]
- Depuis 2016 : directeur du conseil de la Cité du Roi Abdullah pour l’énergie atomique et renouvelable et de la Ma’aden (Saudi Arabian Mining Co.)[14]

## Distinctions
- 2009 : King Abdulaziz Order of Excellent Class pour son implication dans le développement de l’Université des sciences et technologies du roi Abdallah[15]
- 2010 : Outstanding International Alumnus Award de l’Université A&M du Texas[15]
- 2013 : Prix Alumni de l’Université A&M du Texas
- 2016 : Dirigeant de l'année du secteur pétrolier 2016 par Energy Intelligence[13]